# Hannah Williams
Pour les articles homonymes, voir Williams.
Hannah Williams (née le 23 avril 1998) est une athlète britannique, spécialiste du 400 mètres.

## Biographie
Elle remporte la médaille de bronze du relais 4 × 400 mètres lors des championnats du monde en salle 2018, à Birmingham, en compagnie de Meghan Beesley, Amy Allcock et Zoey Clark.

## Palmarès
| Date | Compétition                    | Lieu       | Résultat | Épreuve   | Temps         |
| ---- | ------------------------------ | ---------- | -------- | --------- | ------------- |
| 2018 | Championnats du monde en salle | Birmingham | 3e       | 4 x 400 m | 3 min 29 s 38 |
| 2019 | Championnats d'Europe espoirs  | Gävle      | 2e       | 4 x 400 m | 3 min 32 s 91 |

## Records
| Épreuve | Performance | Lieu     | Date            |
| ------- | ----------- | -------- | --------------- |
| 400 m   | 52 s 55     | Grosseto | 22 juillet 2017 |